# 成田国際空港の安全確保に関する緊急措置法

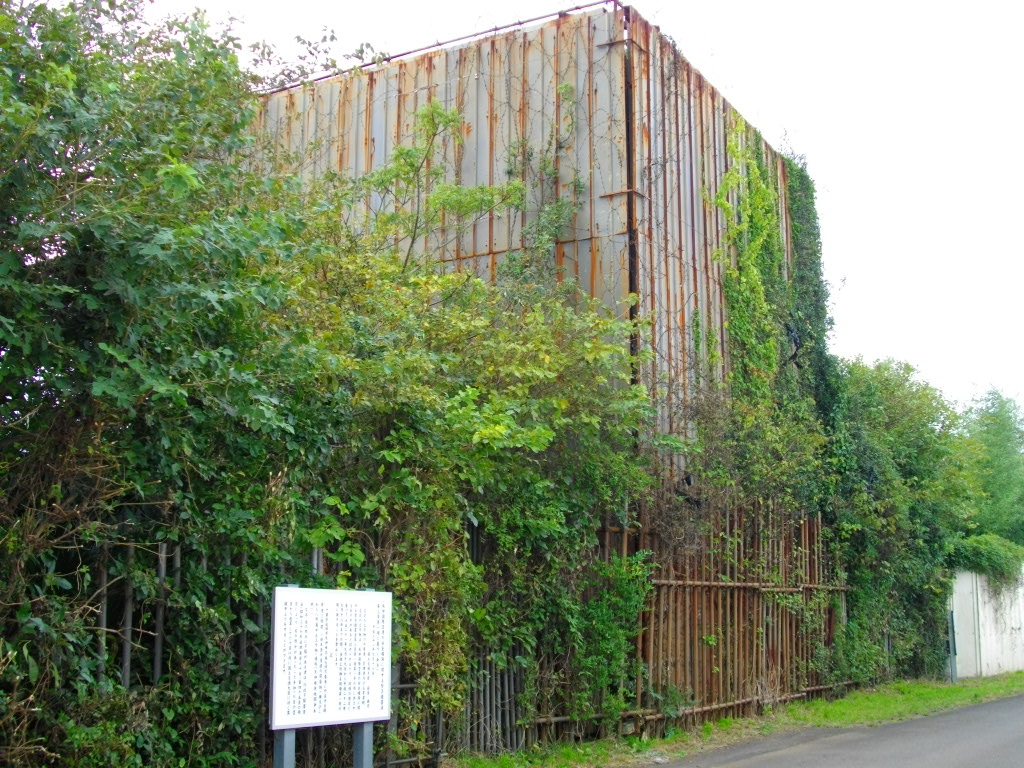
本法で使用禁止処分となった天神峰現地闘争本部

成田国際空港の安全確保に関する緊急措置法（なりたこくさいくうこうのあんぜんかくほにかんするきんきゅうそちほう、昭和53年5月13日法律第42号）は、成田国際空港の機能や施設、航空の安全確保に関する日本の法律である。略称は「成田新法」。空港反対派からは「成田治安法」とも呼ばれている。
制定時の題名は「新東京国際空港の安全確保に関する緊急措置法」であり、2004年（平成16年）4月1日の新東京国際空港公団民営化の際に、「新東京国際空港」が「成田国際空港」に改称されたことに合わせて、題名が現在のものに改題された。

## 概要
1978年（昭和53年）3月、三里塚闘争を抱え1960年代からの懸案となってきた新東京国際空港(現・成田国際空港。以下、「成田空港」。)では、開港予定日である3月30日に向けた準備が進められていた。
しかし開港予定日の4日前である3月26日に、三里塚芝山連合空港反対同盟を支援する極左暴力集団が成田空港周辺で蜂起し、敷地内になだれ込んだ。港内に乱入した部隊は火炎瓶等で破壊活動を行って警備をひきつけ、更に地下に潜伏していた別働隊が呼応して排水口から港内へ侵入して管制塔に突入、これを占拠し管制機器を破壊した（成田空港管制塔占拠事件）。この事件により、日本国政府は新東京国際空港の開港を5月20日に延期する事を余儀なくされた。
この事態を受けて、過激派集団の破壊活動を許し得ざる暴挙と断じた上で、暴力排除に断固たる処置を採るとともに、地元住民の理解と協力を得るよう一段の努力を傾注すべきこと及び新空港の平穏と安全を確保し、我が国内外の信用回復のため万全の諸施策を強力に推進すべきことを、日本国政府に対して求める決議（『新東京国際空港問題に関する決議』）が衆議院と参議院でそれぞれ採択された。
以上の経緯のもと、三里塚闘争や成田空港問題に関連したゲリラ活動を封じることを目的に、自民党、公明党、民社党、新自由クラブ共同の議員立法として、「新東京国際空港の安全確保に関する緊急措置法」が5月13日に国会で成立し、即日施行された。
この法律により、成田空港及びその航空保安施設等の周辺3キロメートルに限り、建築物その他の工作物について、使用の禁止等を命ずる強力な権限が運輸大臣（現・国土交通大臣）に付与された。
当法律は拡大解釈の恐れがあるなどの議論を呼び、反対派からの提訴を受けて憲法第31条等を巡り法廷で争われたが、最高裁判所は合憲判決を下した（成田新法事件）。
団結小屋に代表される工作物について、使用禁止命令を発する権限などを規定している。これにより、成田空港周辺の団結小屋等に対する使用禁止命令によって、「岩山団結小屋」「三里塚野戦病院」が使用禁止されている。かつては天神峰現地闘争本部も含まれていた。

### かつて成田新法で指定されていた団結小屋
- 木の根団結砦 - 1987年11月27日除去（木の根団結砦撤去事件）[9]
- 東峰団結会館 - 1989年12月4日除去[9]
- 木の根育苗ハウス - 1990年3月21日除去[9]
- 三里塚闘争会館 - 1990年8月23日除去[9]
- 大清水団結小屋 - 1990年10月16日除去[9]
- 横堀団結の砦 - 1990年11月29日除去[9]
- 横堀要塞 - 2002年11月、自主的に解体・撤去[8]
- 菱田現地第一砦 - 2003年3月、自主的に解体・撤去
- 天神峰現地闘争本部 - 2011年8月6日除去

## 法律の構成
- 第一条 - 目的
- 第二条 - 定義等
- 第三条 - 工作物の使用の禁止等
- 第四条 - 損失の補償
- 第五条 - 物件の一時保管等
- 第六条 - 国土交通大臣の権限の行使
- 第七条 - 関係行政機関の協力
- 第八条 - 行政手続法の適用除外
- 第九条 - 罰則
- 附則

## 余談
成田新法成立を受けて団結小屋使用禁止命令が出されたものの、実態として活動家らは団結小屋を公然と利用し続け、上述のとおり実際に団結小屋の撤去が始まったのは法律が成立してから10年近くが経過した1987年である。運輸省は1989年から反対同盟熱田派と話し合いの模索と並行して、過激派が使用する団結小屋を中心に積極的な強制撤去を敢行し、数を大幅に減らしたものの、2020年現在も空港予定地内には依然いくつかの団結小屋や未買収地が点在している。
危機管理評論家の佐々淳行は、特別法を成立させておきながら空港反対派に対して強制適用をためらう日本の態度について、「ゴルフでいえば、フォロー・スルーどころか、ティーアップしたゴルフボールの寸前で、クラブのスウィングをとめたようなものだ」と駐日英国大使館員の友人から皮肉られたという。